# 博登 (佛羅里達州)
博登（英語：Boden）是位於美國佛羅里達州福祿喜雅縣的一個非建制地區。該地的面積和人口皆未知。

## 地理
博登的座標為28°50′06″N 80°07′33″W / 28.83500°N 80.12583°W，而該地的平均海拔高度為8米（即26英尺）。